# Salsa brava

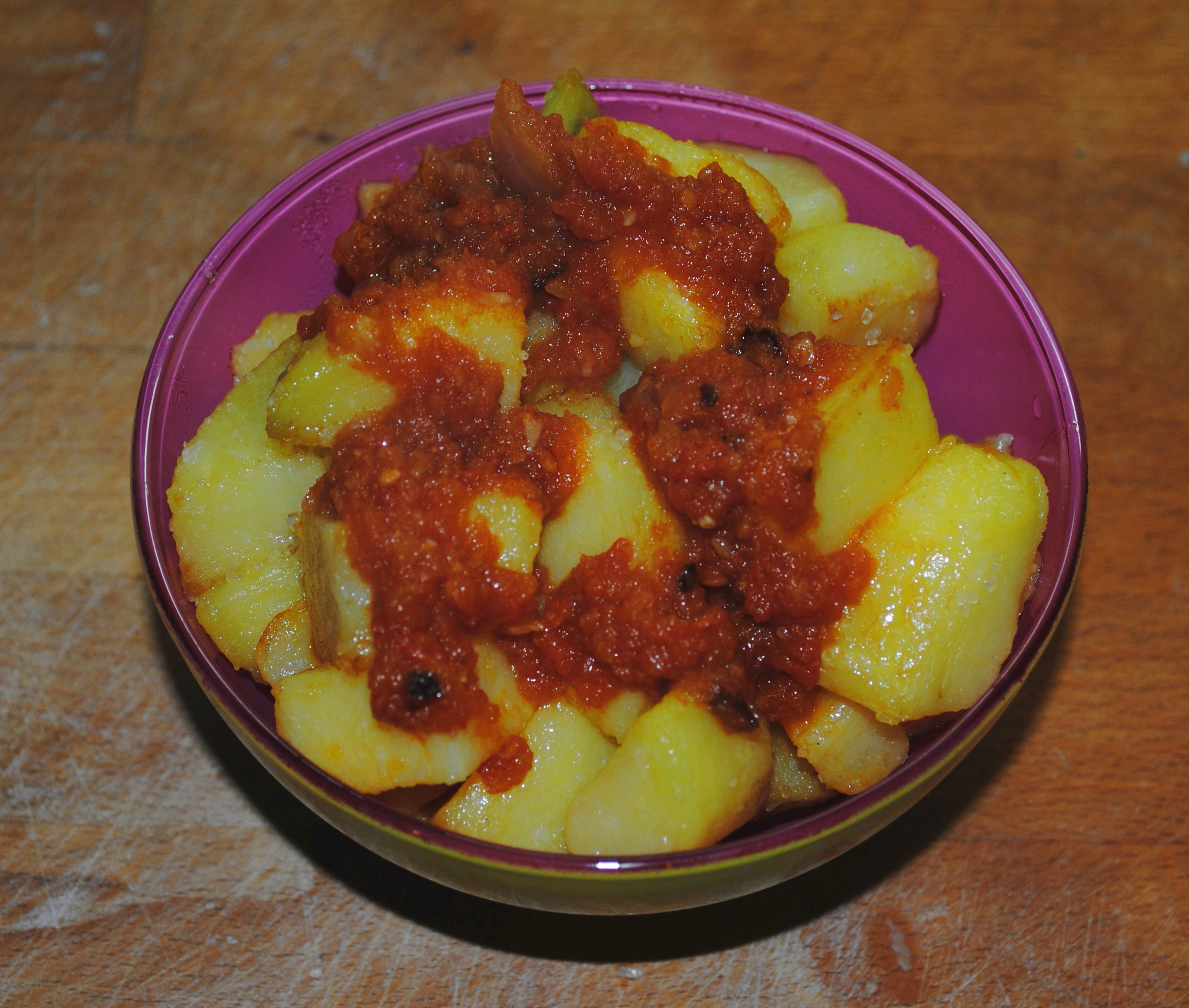
Aardappels met salsa brava

Salsa brava is een saus uit de Spaanse keuken, die men toevoegt aan aardappelen om patatas bravas te bereiden of om de smaak van andere voedingswaren te veranderen. Salsa brava heeft als voornaamste ingrediënten olijfolie, tarwebloem, bouillon en gerookt paprikapoeder (pimentón de la Vera). Afhankelijk van de verhouding tussen de pimentón dulce en de pimentón picante kan de saus zacht of pikant zijn. In Spanje worden patatas bravas in veel bars en restaurants geserveerd als tapas.
Authentieke salsa brava wordt nog maar in weinig etablissementen bereid en wordt veelal vervangen door een industriële variant op basis van tomaten, dewelke nooit in het originele recept voorkwamen.